# Loupes
Loupes là một xã trong tỉnh Gironde, thuộc vùng Nouvelle-Aquitaine của nước Pháp, có dân số là 442 người (thời điểm 1999). Xã nằm trong vùng đô thị của thành phố Bordeaux. Trong khi Loupes trong năm 1962 còn có trên 141 dân cư thì năm 1999 đã có 442 người dân.